# Unidentified Aerial Phenomena Task Force
L'Unidentified Aerial Phenomena Task Force, ou UAPTF, est un programme de l'Office of Naval Intelligence destiné à « standardiser la compilation et la restitution » des observations de phénomènes aériens non identifiés (UAP), couramment appelés UFO en anglais, c'est-à-dire des ovnis. Ce programme a été présenté au SSCI au cours d'une audition en juin 2020, communiquée notamment par l'entreprise TTSA,.

## Histoire
En décembre 2017, le département de la Défense des États-Unis dévoile l'existence d'un programme de défense destiné à rassembler les données sur les observations d'ovnis par l'armée malgré le démantèlement de l'AATIP en 2012. 

Ce programme — comme le précédent — est géré par le Sous-secrétaire à la Défense pour le Renseignement, en collaboration avec l'Office of Naval Intelligence.
Après une audition (juin 2020) au Sénat, le sénateur républicain Marco Rubio de Floride demande que soient rendues publiques des observations recueillies par l'US Navy, dont les observations d'ovnis du Pentagone.
Le 24 juin 2020, le SSCI vote la demande que la communauté du renseignement et le département de la Défense communiquent les informations en leur possession sur les ovnis ; l'UAPTF doit remettre un rapport au SSCI 180 jours après l'adoption de la loi d'autorisation.
L'Unidentified Aerial Phenomena Task Force s'est concentrée sur 144 observations de « phénomènes aériens non identifiés » par les forces armées américaines, principalement du personnel de la marine américaine, de 2004 à 2021. L'enquête a donné lieu à la publication du rapport du 25 juin 2021 du Pentagone sur les phénomènes aériens non identifiés, rapport qui a été publié en ligne tandis qu'une annexe classée secret-défense a été remise à la commission du renseignement de la Chambre et du Sénat.
En juin 2023, l'ex-colonel David Charles Grusch (dit David Grusch) de l'armée de l'air américaine, vétéran de la National Geospatial-Intelligence Agency (NGA) et du National Reconnaissance Office (NRO)), alerte le public quant à une supposée désinformation du gouvernement américain sur le sujet des ovnis ; selon lui, un programme secret  aurait permis de récupérer plusieurs véhicules ou objets d'origine non humaine, et le gouvernement a caché au public et au Sénat des dossiers sur des pilotes morts dans certains de ces engins. Il affirme que des programmes secrets américains visent encore à utiliser du matériel « d’origine exotique » pour en comprendre le fonctionnement.